# 锡克罗德
锡克罗德（德語：Sickerode）是德国图林根州的市镇，隶属于艾希斯费尔德县。总面积为2平方千米，截至2023年12月31日总人口为138人。